# Фрајхајм
Фрајхајм (словен. Frajhajm) је насељено место у општини Словенска Бистрица, Подравска регија, Словенија.

## Историја
До територијалне реорганизације у Словенији био је у саставу старе општине Словенска Бистрица.

## Становништво
У попису становништва из 2011. године, Фрајхајм је имао 162 становника.
| Број становника према пописима | Број становника према пописима | Број становника према пописима |
| ------------------------------ | ------------------------------ | ------------------------------ |
| 1991                           | 2002                           | 2011                           |
| 170                            | 162                            | 162                            |

## Галерија
- пејзаж
- Споменик „Планинари  планинарима“.
- детаљ
- природа